# Hermannieae
Hermannieae, tribus biljaka smješten u potporodicu Byttnerioideae, dio porodice sljezovki. Sastoji se od pet rodova rasprostranjenih po svim kontinentima osim Europe.
Tipični rod je hermanija a preko 160 vrsta vazdazelenih trajnica i manjih grmova iz Srednje Amerike i Afrike.

## Rodovi
1. Melochia Dill. ex L. (64 spp.)
2. Hermannia L. (173 spp.)
3. Dicarpidium F. Muell. (1 sp.)
4. Waltheria L. (62 spp.)
5. Physodium J. Presl (2 spp.)